# 科勒嶺
科勒嶺（英語：Kohler Range）是南極洲的山嶺，位於馬里伯地，處於馬丁半島和史密斯冰川之間，全長64公里，該山脈在1940年2月24日被美國的探險隊發現。

## 外部連結
- Kohler Range, Antarctic Gazetteer, Australian Antarctic Data Centre. Retrieved November 6, 2006.

75°05′S 114°15′W / 75.083°S 114.250°W